# Ikuma Arishima
Ikuma Arishima  (有島生馬?, Arishima Ikuma), pseudonimo di Mibuma Arishima (有島壬生馬?, Arishima Mibuma) (Yokohama, 26 novembre 1882 – Kamakura, 15 settembre 1974) è stato un pittore giapponese.
Fratello degli scrittori Arishima Takeo e Satomi Ton, nasce a Yokohama nella prefettura di Kanagawa e intraprende gli studi presso la Scuola di lingue straniere di Tōkyō (ora Università di lingue straniere di Tōkyō), iscrivendosi alla facoltà di lingua italiana.

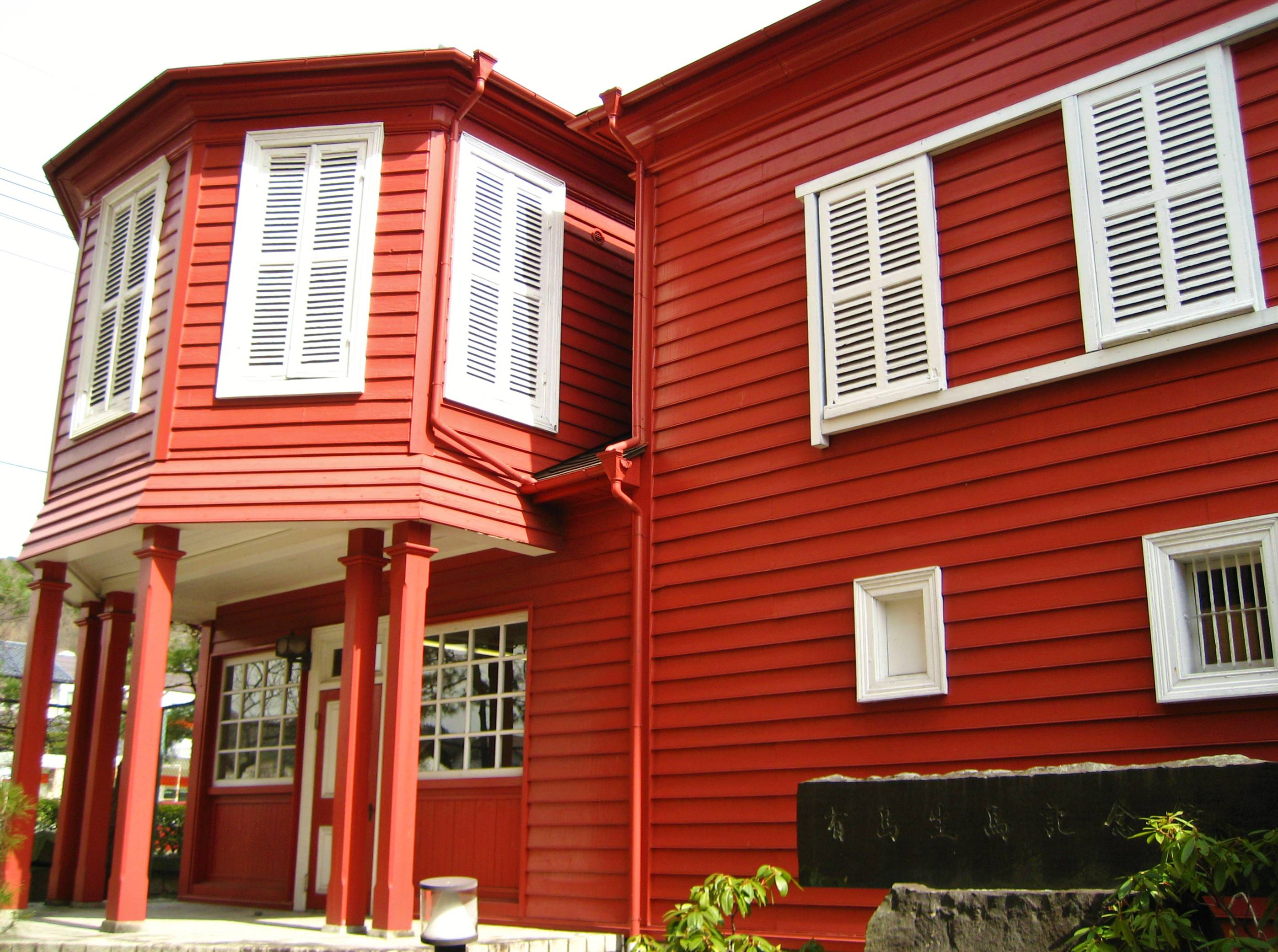
Arishima Ikuma Memorial Museum

Nel 1910 diventa membro della Shirakaba. Nel 1911 viene scelto tra gli autori della mostra d'arte indetta dal Ministero dell'Educazione. Nel 1935 diventa membro dell'Accademia imperiale. Nel 1936 prende parte al progetto per la fondazione dell'associazione artistica Issuikai, insieme a Sōtarō Yasui. Nel 1937 entra a far parte dell'Accademia di Belle Arti. Nel 1958 diviene Direttore degli affari generali del Nitten (l'allora centro nazionale per l'allestimento di mostre d'arte, attualmente divenuta una semplice società). Nel 1964 viene insignito del premio per la promozione culturale. Muore nel 1974, all'età di 91 anni.